# Cardeniopsis opulentus
Cardeniopsis opulentus är en insektsart som först beskrevs av Karsch 1896.  Cardeniopsis opulentus ingår i släktet Cardeniopsis och familjen gräshoppor. Inga underarter finns listade i Catalogue of Life.